# Villa Ognissanti

Veduta aerea del 1935 dell'area di Careggi, con la villa Ognissanti (a nord est) e la villa di Careggi (a nord)

Villa Ognissanti si trova sul viale Gaetano Pieraccini 24 a Firenze. L'ospedale, nonostante la vicinanza, non fa parte dell'ospedale di Careggi ma dell'Azienda ospedaliera universitaria Meyer, anche se ad esso vi è una cooperazione per quanto riguarda con la concessione d'utilizzo dell'elibase e dei laboratori per lo studio di emocomponenti. La villa sorge immersa all'interno di un'ampia area verde a ridosso delle colline, delimitata a nord dal podere non ancora edificato denominato Ponte Nuovo e verso sud da un'area a destinazione agricola inclusa nel Parco Storico delle Colline per il suo alto valore paesaggistico. L'accesso al complesso ospedaliero di villa Ognissanti è ubicato in viale Pieraccini 24 attraverso una strada privata interna alla proprietà. La strada di accesso è costeggiata sulla sinistra da uno slargo pianeggiante adibito a parcheggio esterno al muro di cinta della villa. Al termine della strada si trova la palazzina della portineria al confine con il muro di cinta.

## Storia
La costruzione venne iniziata nel 1912 e nel corso degli anni 1920, con l'ausilio della manodopera dei prigionieri di guerra, proseguì l'edificazione del complesso dando l'avvio alla progressiva destinazione di questa parte di città ad attrezzature sanitarie.
Oggi nella villa è ospitato il nuovo ospedale pediatrico Meyer.

## Descrizione
Il complesso di villa Ognissanti è formato da diversi immobili dislocati all'interno del parco.
I tre padiglioni, denominati ala est, ala ovest e corpo centrale, sono orientati lungo l'asse est-ovest. Gli edifici sono costituiti da un piano terreno ribassato di servizio, e due piani, ai quali si accede da una gradonata esterna ad unica rampa posta sul fronte; esistono inoltre vani scala di servizio interni.
Le due ali di forma rettangolare sono disposte in modo simmetrico rispetto al corpo centrale. L'ala ovest era originariamente uguale alla ala est, ma in seguito ai lavori di trasformazione e adeguamento dei reparti ospedalieri le distribuzioni interne si sono differenziate.
Un corridoio centrale di distribuzione lungo l'asse longitudinale dei due blocchi serve camere e servizi su entrambi i lati. Ai due estremi del corridoio si trovano due stanze di ampie dimensioni destinate alla degenza.
Alcuni degli ambienti conservano ancora parte dell'arredo originario, tramezzi in ghisa e vetro e un grande radiatore centrale.
La palazzina della portineria, posta all'ingresso del parco, è un edificio a pianta quadrata con un piano seminterrato e tre livelli. Il piano terreno posto a quota m. 1,50 rispetto al piano stradale si raggiunge per mezzo di una scala esterna. Sul retro dell'ingresso, collegato alla portineria ed al corpo principale da un percorso coperto in quota, si trova il padiglione denominato "Ex Cucine": presenta una grande stanza centrale a tutta altezza di m. 7, ed alcuni vani di servizio.
Gli spogliatoi collocati sul retro della villa, sono sistemati all'interno di una palazzina a due piani vicino al muro di confine. A lato dell'edificio si è conservata negli anni un'alta ciminiera in mattoni, appartenente all'antico forno di incenerimento.

### Il parco
Il percorso esterno è l'elemento caratteristico del parco, è un passaggio coperto che collega l'ingresso con la villa. Tale percorso inizia dalla portineria in quota e raggiunge con un andamento semicircolare il punto in cui il corpo centrale si connette alle due ali laterali. È coperto da un tetto metallico a doppia falda e sorretto da colonnine in ghisa. Nella parte iniziale in quota il percorso è sostenuto da un basamento in muratura intonacata.
Il parco della villa presenta una vegetazione abbastanza fitta, con alberi di grandi dimensioni ormai cinquantenari. Le essenze prevalenti sono pini, cedri e ippocastani. Il parco necessita di maggiori cure che preservino le alberature esistenti.